# Avnø Fjord
Avnø Fjord är en vik i Danmark.   Den ligger i Region Själland, i den sydöstra delen av landet, 80 km sydväst om Köpenhamn.
Anvø Fjord är en del av Smålandsfarvandet. Den ligger nordväst om Vordingborg.